# Parafia św. Jerzego w Elblągu
Parafia Świętego Jerzego w Elblągu – rzymskokatolicka parafia położona w diecezji elbląskiej, w dekanacie Elbląg Południe. Utworzona przez biskupa warmińskiego Józefa Drzazgę w 1973 roku, reerygowana dekretem biskupa Józefa Glempa w 1981 roku.

## Proboszczowie
- ks. prałat Jan Halberda (do 1994)
- ks. kan. Lech Wasilewski (1994–2013)
- ks. Andrzej Kilanowski (od 2013)